# Никитина, Еннафа Васильевна
Еннафа Васильевна Никитина (24 ноября 1893, Томск — 1 июня 1975, Фрунзе) — советская учёная-ботаник, систематик высших растений, специалист по флоре Киргизии.

## Биография
Родилась в 1893 году в Томске.
Училась на Высших женских курсах в Томске, в 1916 году получила диплом Российского университета. Последующие несколько лет занималась в Томском университете преподавательской и научно-исследовательской деятельностью. В 1919 году участвовала в экспедиции В. В. Сапожникова в Обскую губу.
В 1927 году переехала в Киргизию, жила в Фрунзе на ул. Крупской. С 1932 по 1938 год занималась изучением кормовой базы региона и её использованием. В 1936 году получила степень кандидата биологических наук. В 1941—1946 годах руководила биологическим отделом Комитета наук Киргизской ССР, в это время был создан Ботанический сад. С 1946 года — директор Института биологии Киргизской академии наук.
В 1962 году получила учёную степень доктора биологических наук и звание профессора.
Еннафа Васильевна Никитина скончалась в 1975 году в г. Фрунзе.

## Награды
Е. В. Никитина была награждена Орденом Ленина, Орденом «Знак Почёта», двумя Почётными грамотами Президиума Верховного Совета КиргССР. Заслуженный деятель науки Киргизской ССР.

## Некоторые научные публикации
Под руководством Е. В. Никитиной в 1950—1965 была создана фундаментальная 11-томная региональная монография «Флора Киргизской ССР». Другие работы: «Ядовитые и вредные растения пастбищ и сенокосов Киргизии», Ф., 1959, «Флора и растительность пастбищ и сенокосов хребта Киргизского Ала-Тоо», Ф., 1962, «Полыни Киргизии и их хозяйственные значения», Ф., 1964.
- Флора Киргизской ССР / гл. ред. Е. В. Никитина. — Фрунзе: Изд-во КирФАН СССР, 1950—1967.

## Растения, названные в честь Е. В. Никитиной
- Astragalus nikitinae B.Fedtsch., 1946
- Delphinium nikitinae Pachom., 1972
- Otostegia nikitinae Scharasch., 1958
- Stipa nikitinae Tzvelev, 2012, nom. nov.
- Eremurus × nikitinae Lazkov, 2015